# Defenestracija
Defenestracija označava nasilni čin izbacivanja jedne ili više osoba kroz prozor, koji je u povijesti često učinjen iz političkih razloga. Sama riječ dolazi od latinskih riječi  de  (od) i fenestra (prozor).
Jedna od najpoznatijih defenestracija bila je Praška defenestracija te moguća defenestracija češkog političara Jana Masaryka, koji je po do danas nerazjašnjenim okolnostima 1948. ili počinio samoubojstvo ili je od svojih političkih protivnika izbačen kroz prozor kupaonice u zgradi Ministarstva vanjskih poslova.
Riječ defenestracija neki smatraju neprikladnom za čin bacanja kroz prozor i ukazuju da defolijacija, devalvacija, degradacija i sl. označavaju gubitak nečega (lišća, vrijednosti, kvalitete) pa bi defenestracija označavala gubitak prozora. Prikladnija riječ bila bi perfenestracija jer je latinski "per" istovjetan hrvatskom "kroz" (per fenestra = kroz prozor; usp. per aspera ad astra = kroz trnje do zvijezda).